# Ardon, Jura
Ardon är en kommun i departementet Jura i regionen Bourgogne-Franche-Comté i östra Frankrike. Kommunen ligger i kantonen Champagnole som tillhör arrondissementet Lons-le-Saunier. År 2022 hade Ardon 112 invånare.

## Befolkningsutveckling
Antalet invånare i kommunen Ardon
Referens:INSEE